# Temein-Sprachen
Die Temein-Sprachen sind eine Untergruppe des ostsudanischen Zweigs der nilosaharanischen Sprachfamilie, die aus nur zwei Sprachen besteht:
- Temein [teq] (auch: Ronge) mit ca. 10.000 Sprechern (Stand von 1984) und
- Tese [keg] (auch: Jirru) mit ca. 1.400 Sprechern (Stand von 1971)

Beide werden in den Nuba-Bergen in der Republik Sudan gesprochen.
Sie gehören zu denjenigen Sprachen innerhalb des ostsudanischen Zweiges, die das Pronomen der 1. Person Singular mit einem Element n bilden:
- Temein: nan
- Tese: naŋ